# Sheridan Le Fanu
Joseph Sheridan Le Fanu (ur. 28 sierpnia 1814 w Dublinie, zm. 7 lutego 1873 tamże) – irlandzki pisarz i dziennikarz, autor opowieści grozy.

## Twórczość
Napisał między innymi Dom przy cmentarzu (House by the Churchyard, 1863), Stryja Silasa (Uncle Silas, 1864) oraz słynne opowiadania Carmilla i Zielona herbata, pochodzące z tomu opowiadań o duchach W ciemnym zwierciadle (In a Glass Darkly, 1872). Dręczony lękami i przywidzeniami zmarł na zawał serca.
W historii literatury zapisał się jako twórca powieści gotyckich. W opowiadaniu Carmilla odnowił temat wampiryzmu, tworząc postać kobiety-wampira o skłonnościach homoseksualnych. Pełne wybujałego erotyzmu, jego dzieło podejmowało tematy, które w epoce wiktoriańskiej stanowiły tabu.